# Вотті Б'юкен
Волтер (Вотті) Б'юкен (англ. Wattie Buchan, нар. 24 липня 1957, Единбург) — фронтмен панк-гурту The Exploited.
Після короткої служби у британській армії Б'юкен повертається до рідного міста Единбурга (Шотландія) і потрапляє під вплив музичного панк-руху. За його відсутності його брат Віллі (Willie) створив панк-гурт, який згодом перетворився на The Exploited. Б'юкен швидко став вокалістом. Гурт продовжує записуватись і давати концерти у 2000-х. Попри те, що група починала із напрямків Oi! і стріт-панк, зараз The Exploited грає у близькому до трешу стилі.
У документальному фільмі «Король панку» (King of Punk) (2007) можна переглянути інтерв'ю з Вотті Б'юкеном.